# Cristian Pavón
Cristian Pavón (født 21. januar 1996 i Córdoba, Argentina), er en argentinsk fodboldspiller (kantspiller/angriber).
Pavón spiller for Buenos Aires-storklubben Boca Juniors i den argentinske liga, hvor han har været på kontrakt siden 2014. Tidligere har han repræsenteret Talleres de Córdoba i sin fødeby, samt Colón.

## Landshold
Pavón har (pr. maj 2018) spillet fire kampe for Argentinas landshold, som han debuterede for 11. november 2017 i en venskabskamp mod Rusland.. Han var en del af den argentinske trup til VM 2018 i Rusland og havde forinden også repræsenteret sit land med et særligt OL-landshold ved OL 2016 i Rio de Janeiro.